# Gemeentelijk Sportpark Hilversum
Der Gemeentelijk Sportpark Hilversum (deutsch Städtischer Sportpark Hilversum) ist ein Stadion in der niederländischen Stadt Hilversum, Provinz Noord-Holland.

## Geschichte
Das Stadion wurde 1920 als Teil des großen Sportkomplexes vom Architekten Willem Marinus Dudok erbaut. Ursprünglich wollte Dudok den Sportpark auf der anderen Seite der Bahnstrecke Hilversum–Lunetten an der großen Ringstraße Ceintuurbaan errichten. Die Tribüne des Sportparks ist eine der zwei ältesten Tribünen in den Niederlanden, seit 1990 ist sie ein Rijksmonument. In seinem Entwurf vom 2. April 1919 erklärte Dudok, dass er den Standort des Sportplatzes und der Tribüne hat so gewählt habe, dass während eines Sportwettbewerbes die Sonne so wenig wie möglich in Längsrichtung scheine.
1925 wurde der Sportpark um eine Pferderennbahn und ein Gebäude mit zwei und ein Gebäude mit zwei Umkleidekabinen und einem Tagungsraum erweitert. Später kam ein Büro für den Direktor des Sportparks hinzu, wo am 13. September 1927 der Gooise Athletiek Club gegründet wurde.
Im Rahmen der Olympischen Sommerspiele 1928 in Amsterdam war der Sportpark Austragungsort der Wettbewerbe im Dressur- und Vielseitigkeitsreiten sowie des Crosslaufs im Modernen Fünfkampf. Als Gast war unter anderem Königin Wilhelmina auf der Tribüne anwesend.
1998 wurde im Süden die Pferderennbahn abgerissen und an dieser Stelle wurde der europäische Hauptsitz des Sportunternehmens Nike erbaut.
Die Tribüne des Sportparks wurde 1996 vom Architekturbüro Van Hoogevest für eine Million Gulden renoviert. Dabei wurde der Holzboden der Tribüne aus Brandschutzgründen durch Beton ersetzt. Um die Holzbänke zu erhalten, wurden diese mit einem feuerhemmenden Mittel behandelt. Gleichzeitig wurde ein Konservierungsmittel gegen Holzfäule angebracht. Neun Jahre später zeigten die Bänke jedoch eine Unverträglichkeit der Kombination dieser Mitte. Das Holz begann zu verrotten und hatte Pilzbefall. Der Schaden verschlechterte sich, da die Gemeinde den Wartungsplan aus wirtschaftlichen Gründen nicht einhielt. Die notwendige Renovierung wurde schließlich im Jahr 2010 durchgeführt.